# Trichillum heydeni
Trichillum heydeni är en skalbaggsart som beskrevs av Edgar von Harold 1868. Trichillum heydeni ingår i släktet Trichillum och familjen bladhorningar. Inga underarter finns listade i Catalogue of Life.